# Division de fusiliers de cavalerie de la Garde
La division (de fusiliers) de cavalerie de la Garde est une grande unité de l'armée prussienne formée au printemps 1918, à partir de laquelle un grand nombre de corps francs émergent après la Révolution de novembre.

## Histoire
La division de fusiliers de cavalerie de la Garde est formée au printemps 1918 à partir de la division de cavalerie de la Garde qui est revenue du front de l'Est et de parties d'autres divisions. Le commandant de la division est le lieutenant-général Heinrich von Hofmann, le premier officier d'état-major, le capitaine Waldemar Pabst. Lors de l'offensive du printemps, le major Willy Rohr et son bataillon d'assaut (de) reçoivent l'ordre de se rendre à Maubeuge pour entraîner la division pour le théâtre de guerre occidental. Dans le cadre de cette formation, un « grand exercice » est programmé au sein de la division. Les spectateurs de l'exercice sont l'empereur autrichien Charles Ier, le prince héritier Guillaume de Prusse, Paul von Hindenburg et Erich Ludendorff du commandement suprême de l'armée, les généraux Friedrich Sixt von Armin, Fritz von Loßberg, Oskar von Hutier et d'autres. À la fin des activités de formation, Hindenburg visite la division le 23 mai. Elle est utilisée dès la fin mai 1918 sur le front occidental en Champagne, à partir du 15 juillet lors de la bataille offensive de la Marne, et enfin entre le 17 août et le 4 septembre lors de la bataille défensive entre l'Oise et l'Aisne. À partir d'octobre 1918, la division couvre la marche de retour de la 1re armée.
La première opération d'envergure après la fin de la guerre et sur le sol allemand a lieu lors des combats de Noël (de) le 24 décembre 1918. La division de fusiliers de cavalerie de la Garde et les troupes régulières sous le commandement général du général Arnold Lequis ne réussissent pas à chasser la division de marine populaire mutine du château de Berlin et du Marstall, qui veut empêcher la réduction des effectifs prévue par le gouvernement et forcer le paiement de salaire retenu. Par la suite, la division de fusiliers de cavalerie de la Garde se fait connaître pour son implication dans la répression du soulèvement spartakiste (soulèvement de janvier) en janvier 1919 et sa participation au putsch de Kapp-Lüttwitz en 1920.

## Composition
La structure correspond à une division de fusiliers de cavalerie de l'armée composée de trois commandements de fusiliers de cavalerie, chacun avec plusieurs unités de volontaires de la taille d'un bataillon.
- 11e commandement de fusiliers de cavalerie
  - 8e régiment de dragons
  - Régiment d'infanterie d'instruction
  - Corps franc Lützow (de) (régiment d'infanterie renforcé)
- 14e commandement de fusiliers de cavalerie
  - 8e régiment de hussards (de)
  - 11e régiment de hussards (de)
  - 5e régiment d'uhlans (de)
- 38e commandement de fusiliers de cavalerie
  - 4e régiment de cuirassiers (de)
  - 2e régiment de chasseurs à cheval
  - 6e régiment de chasseurs à cheval (de)

Le 3e régiment d'artillerie de campagne de la Garde fait office d'artillerie divisionnaire
Attaché à la division se trouve le régiment Seyfert composé de quatre compagnies des corps francs du Schleswig-Holstein et de la brigade de volontaires Taysen (de), composée des corps francs Küntzel, Gentner et Loeschebrand, de la taille d'un bataillon.

En avril 1919, la division de fusiliers de cavalerie de la Garde et la division de marine dirigée par le général de division Paul von Lettow-Vorbeck forment le corps de fusiliers de cavalerie de la Garde. Malgré la similitude du nom, le bataillon de tirailleurs de la Garde (de) stationné à Berlin-Lichterfelde n'a aucun lien avec la division de fusiliers de cavalerie de la Garde. Cependant, des membres individuels de ce bataillon, dont Robert MW Kempner, rejoignent la division.

## Membres notables
- Karl Angerstein, Generalleutnant der Luftwaffe
- Curd Brand (de), SS-Brigadeführer
- Otto Braß (de), SS-Oberführer
- Wilhelm Canaris (en tant qu'officier de liaison), amiral, chef de l'Abwehr au sein du haut commandement de la Wehrmacht, exécuté en 1945 en tant que résistant
- Leonardo Conti, SS-Obergruppenführer et chef de la santé du Reich
- Hans Günther von Dincklage, juriste allemand en France occupée
- Oskar Dinort (de), Generalmajor, commandant de la 3e division d'école d'aviation (de)
- Kurt Eggers (de), écrivain nationaliste et Untersturmführer de la Waffen-SS ; après sa mort, la Kriegsberichter-Standarte de la Waffen-SS est rebaptisée SS-Standarte Kurt Eggers (de)
- Herbert Grabert (de), théologien protestant et éditeur
- Friedrich Grabowski (de) chef de presse de la GKSD
- Ulrich Grauert, Generaloberst der Luftwaffe
- Fritz Grünspach (de), avocat de Pabst après le putsch de Kapp
- Walter von Hippel (de), Generalleutnant der Luftwaffe
- Otto Hoffmann von Waldau, General der Flieger
- Paulus van Husen (de), président de la Cour constitutionnelle de Rhénanie-du-Nord-Westphalie
- Erwin Jaenecke, Generaloberst
- Paul Jorns (de), conseiller en cour martiale de la GKSD
- Hans Kehrl (de), SS-Brigadeführer
- Eugen von Kessel (de), chef de l'escadrille volante de véhicules à moteur Kessel
- Ulrich Kessler (de), General der Flieger
- Heinrich Lankenau (de), SS-Gruppenführer et Generalleutnant der Polizei
- Arnold Lequis, General der Infanterie, commandant de la 104e brigade d'infanterie et gouverneur de Metz
- Georg Lindemann, Generaloberst et commandant de la Wehrmacht au Danemark
- Rudolf Liepmann (de), juriste
- Otto Lummitzsch (de), officier du génie, architecte et ingénieur civil, fondateur de l'aide technique d'urgence
- Reinhard Neubert (de), député du Reichstag
- Hans Nieland (de), minéralogiste, professeur et capitaine de corvette de la Kriegsmarine
- Waldemar Pabst, officier d'état-major général de la GKSD et participant au putsch de Kapp
- Horst von Pflugk-Harttung (de), Kapitänleutnant
- Heinz von Pflugk-Harttung (de), Hauptmann, adjutant de Waldemar Pabst
- Curt Pohlmeyer (de), SS-Brigadeführer und Generalmajor der Polizei
- Ulrich von Ritgen (de), officier
- Hermann Souchon (de), Oberst der Luftwaffe
- Heinrich Stiege (de), officier de marine
- Otto Teetzmann (de), SS-Oberführer
- Kurt Vogel (de), officier

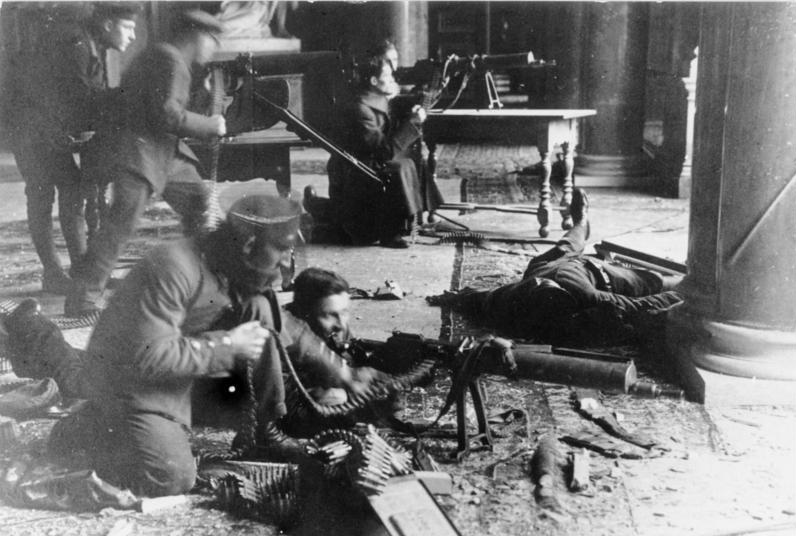
Soldats révolutionnaires lors des combats de Noël dans la salle des piliers du château de Berlin
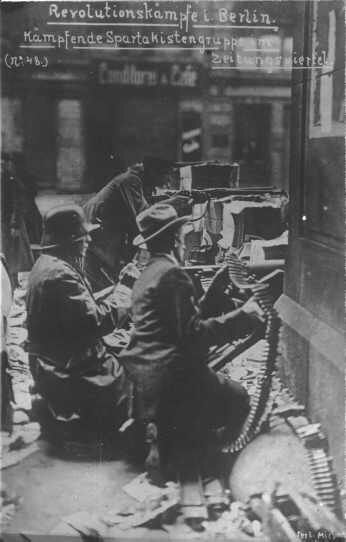
Des spartakistes combattent les troupes gouvernementales dans le quartier des journaux de Berlin
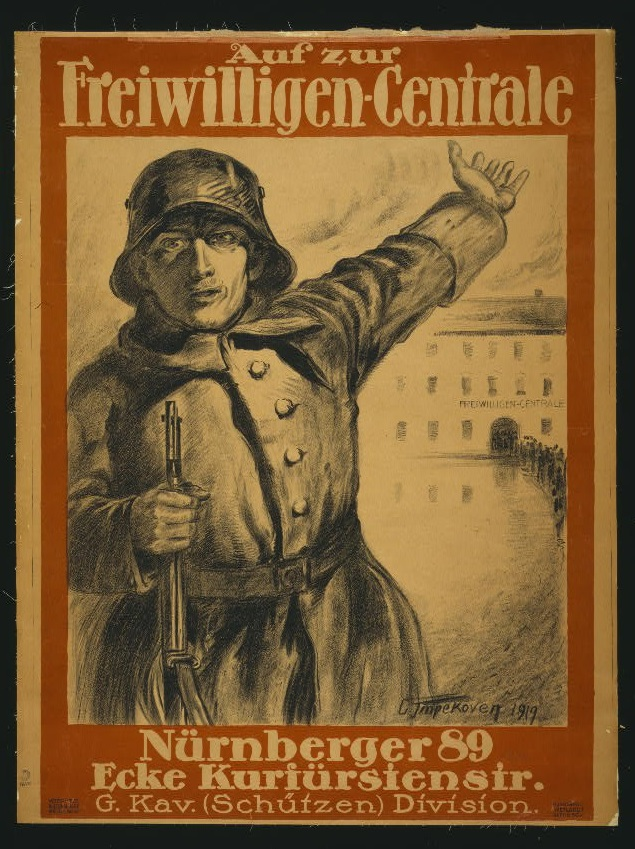
Affiche publicitaire de la division 1918